# MiKTeX
MikTeX є дистрибутивом TeX, спеціально адаптованим для операційної системи Windows. Разом з редактором WinEdt він утворює зручне середовище для верстки наукових публікацій в системі LaTeX на персональних комп'ютерах з операційною системою Windows.
Підтримує всі можливості ТеХ, зокрема: компіляцію файлів ТеХ, включення в текст графічних об'єктів, виділення тексту кольором, використання різних шрифтів і автоматичну їхню ґенерацію, всі стандартні пакети макросів, зокрема LaTeX, перегляд і перетворення одержаних dvi-файлів в різні формати, можливості набору тексту практично всіма мовами, включаючи автоматичне розбиття слів на склади для перенесень тощо.
Пакет містить такі компоненти:
- TeX 3.14159 — класичний компілятор з мови ТеХ;
- Е-ТеХ — розширена і вдосконалена версія ТеХ;
- Yap — програма проглядання dvi-файлів;
- pdfTeX — програма генерації файлів у форматі PDF з документів ТеХ;
- MetaFont — програма генерації шрифтів;
- dvips — програма перетворення dvi-файлів в PostScript-файли;
- TtH — програма перекладу документів TeX в HTML-документи;
- MakeIndex — програма для створення алфавітних покажчиків;
- BibTeX — програма для створення бібліографічних посилань;
- AMS-LaTeX, Babel, PSNFSS . — стандартні пакети LaTeX;
- TeXware, METAFONTware, Psutils . — різні службові програми;